# Orden del Libertador de los Esclavos José Simeón Cañas
La Orden del Libertador de los Esclavos José Simeón Cañas es una distinción otorgada por la República de El Salvador a Jefes de Estado o ciudadanos salvadoreños o extranjeros, que se hayan distinguido por relevantes hechos de carácter humanitario y social, científico, educativo o filantrópico; o como prueba de gratitud de la Nación (artículo 3 del Decreto de Creación).

## Grados
- Collar: concedido a «Jefes de Estado y personalidades nacionales o extranjeras que se hayan distinguido por relevantes hechos...como testimonio de la gratitud nacional a juicio del Consejo de la Orden...y a pluralidad de votos de sus miembros» (art. 3 del Decreto de Creación).

Por su parte, los demás grados son conferidos a «personalidades nacionales o extranjeras, como prueba de gratitud de la Nación y conforme a la escala de los más eminentes valores humanos, legalmente calificados por el Consejo de la Orden» (art 3, inciso 2.º del Decreto de Creación); los cuales son:  
- Gran Cruz
- Gran Oficial
- Comendador
- Caballero

El Presidente de la República de El Salvador es el Jefe Supremo o Gran Maestro de la Orden y es considerado miembro nato (art. 9 del Reglamento de la Orden); el Ministro de Relaciones Exteriores es el Canciller de la misma. La condecoración cede su precedencia a la Orden Nacional José Matías Delgado (art. 2 del Reglamento).
Según las disposiciones legales, se pierde el derecho al uso de la Orden por «sentencia condenatoria en juicio criminal»; y «cualquier acto contra la seguridad y el honor de la Patria, o que sea desdoroso para el decoro y lustre de la Orden»" (art. 10 del Reglamento).

## Consejo de la Orden
Esta recompensa es otorgada por el presidente de El Salvador y es concedida de por vida. El galardonado es elegido a «propuesta del Consejo de la Orden, con la aprobación unánime de sus miembros, expresada en forma secreta, después de haberse instruido el expediente respectivo» (art. 4 del Reglamento). Aparte del Consejo, tienen iniciativa para  proponer la admisión los Jefes de Misiones Diplomáticas salvadoreñas y las instituciones nacionales de alta significación benéfica (art. 5 del Reglamento).

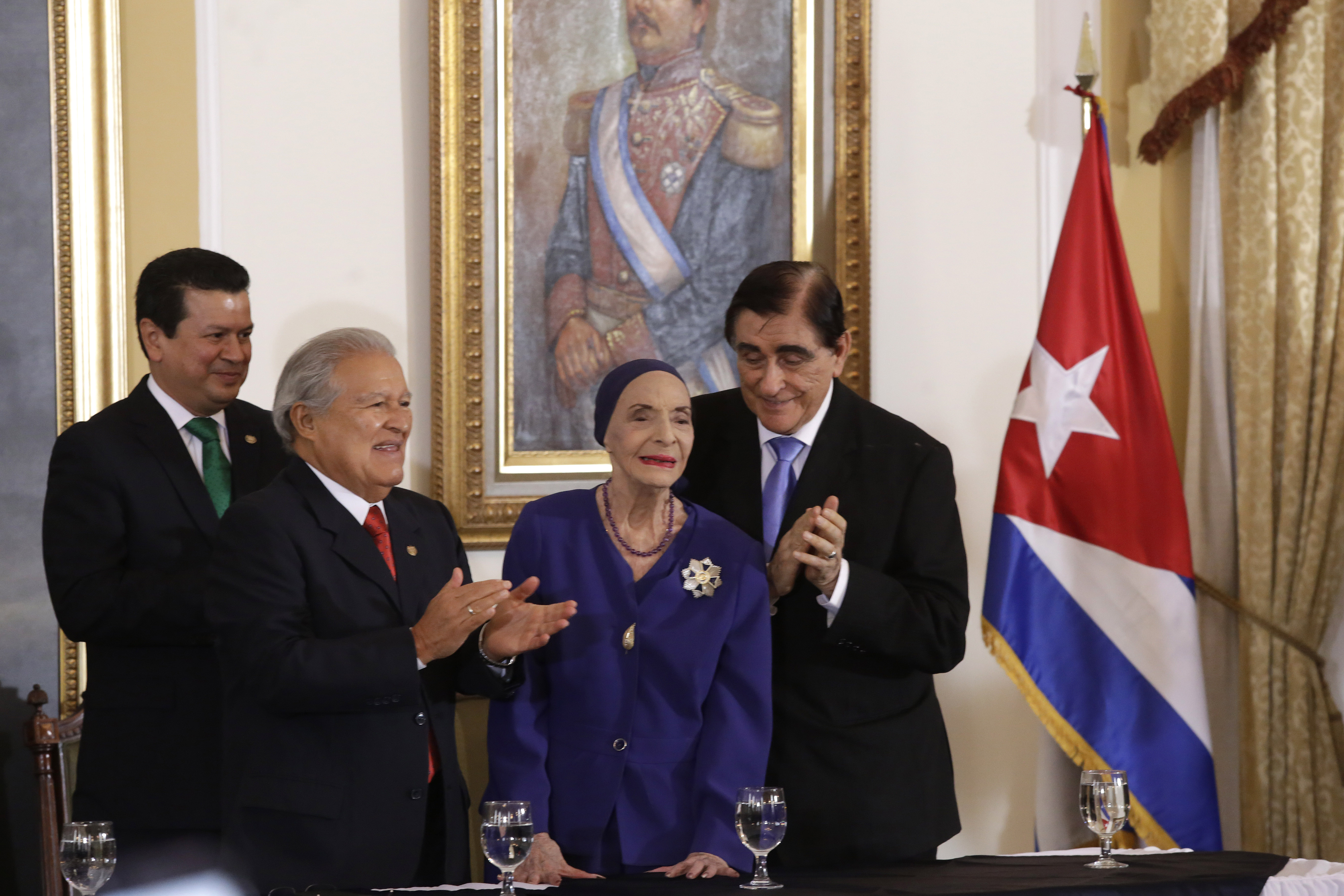
Presidente Salvador Sánchez Cerén, (Presidente de El Salvador) Entrega de Orden del Libertador de los Esclavos a Directora del Ballet Nacional de Cuba, Alicia Alonso.

Según el artículo 5.º del Decreto de Creación, el Capítulo de la Orden radicará en la Secretaría de Relaciones exteriores, y dicho organismo es presidido por el ministro del ramo en calidad de Canciller; los puestos de vocales o consejeros son ocupados por el Subsecretario de Relaciones Exteriores; el director de Protocolo y Órdenes, quien fungirá como Secretario del Consejo y tiene a su cargo los libros de Actas, Promociones y Registros; y también cuatro funcionarios diplomáticos de grado no inferior al de Ministro y que presten servicio en el Ministerio de Relaciones Exteriores.
El Secretario de la Orden es el encargado de guardar y conservar las insignias de las cuales debe tener un "inventario riguroso", y procede a su distribución, junto al diploma correspondiente (art. 13 del Reglamento). Las Promociones de la Orden deben publicarse en el Diario Oficial.

## Breve lista de miembros de la Orden del Libertador de los Esclavos José Simeón Cañas
| Nombre                                | País de origen      | Cargo/Profesión                                                | Grado        | Fecha                    |
| ------------------------------------- | ------------------- | -------------------------------------------------------------- | ------------ | ------------------------ |
| José María Cuevas                     | España              | Empresario                                                     | Gran Cruz    | Diciembre de 2003        |
| Boris Eserski                         | El Salvador         | Empresario                                                     | Gran Cruz    | 22 de abril de 2009      |
| Gerardo Le Chevalier †                | El Salvador         | Diplomático                                                    | Comendador   | 16 de febrero de 2010    |
| Juan Pita                             | España              | Director AECID                                                 | Comendador   | 23 de julio de 2010      |
| Larry H. Brady                        | Estados Unidos      | Ex Director USAID                                              | Gran Oficial | 29 de septiembre de 2010 |
| Marco Farani                          | Brasil              | Director ABC                                                   | Gran Oficial | 6 de febrero de 2012     |
| Marta Valdez Melara                   | El Salvador         | Científica                                                     | Caballero    | 15 de mayo de 2015       |
| Pablo Vilas                           | Argentina           | Director de Casa Patria Grande «Presidente Néstor C. Kirchner» | Comendador   | 5 de junio de 2015       |
| Enot Rubio                            | El Salvador         | Presidente Comité Salvadoreño «El Piche»                       | Caballero    | 20 de julio de 2015      |
| Óscar Toruño Jutta Steinner de Toruño | El Salvador Polonia | Empresarios/Filántropos                                        | Caballero    | 28 de marzo de 2017      |
| Alicia Alonso                         | Cuba                | Prima Ballerina                                                | Gran Oficial | 30 de marzo de 2017      |
| Gabriella Izaguirre                   | El Salvador         | Karateka salvadoreña                                           | Caballero    | 28 de julio de 2023      |
| Yossi Abadi                           | Israel              | Empresario y Filántropo                                        | Caballero    | 20 de marzo de 2025      |

† = Póstumo